# Lys (torrente)
Il Lys (Liisu in Greschòneytitsch; Lyesu in Éischemtöitschu; Lys in tedesco) è un torrente della Valle d'Aosta, affluente in sinistra idrografica della Dora Baltea.

## Percorso

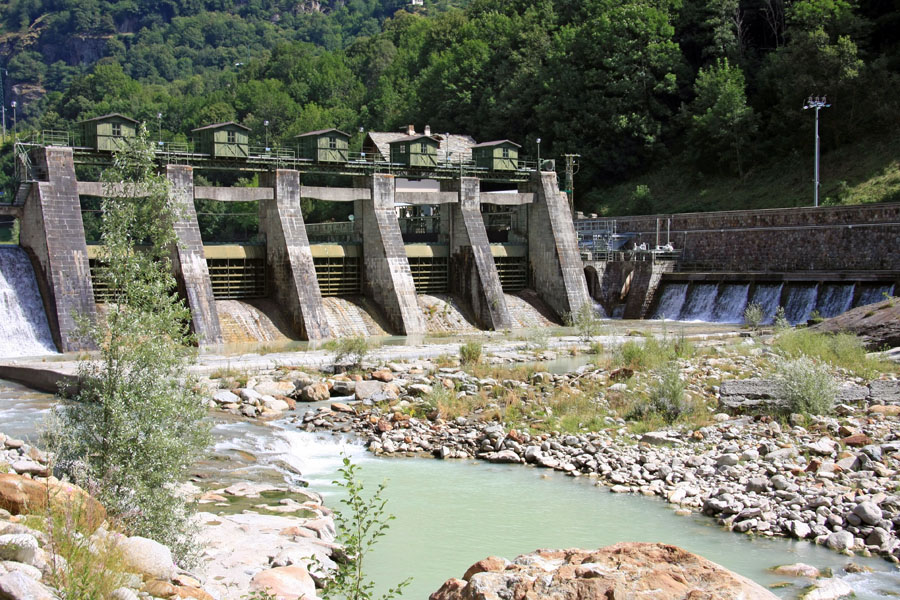
Lo sbarramento di Guillemore, parte della centrale idroelettrica di Issime, che separa simbolicamente l'alta e la bassa valle del Lys

Nasce dal Monte Rosa e più precisamente dal ghiacciaio del Lys, alle falde della Piramide Vincent (4215 m); percorre la Valle del Lys, attraversa il gouffre de Guillemore e va a confluire sulla sinistra idrografica nella Dora Baltea a Pont-Saint-Martin.

È costeggiato dalla strada della valle omonima.
Poco prima della confluenza è attraversato dal Pont Saint-Martin, di epoca romana, la cui costruzione, a seconda delle fonti, viene fatta risalire al 120 a.C. oppure al 25 a.C. Il ponte, che poggia sulla viva roccia da entrambi i lati, ha una sola arcata di 20 metri di altezza ed è lungo 35 metri.

Lungo il suo corso il Lys è sfruttato per produrre di energia idroelettrica. In località Grand Praz si trova la Centrale idroelettrica di Issime, mentre la Centrale idroelettrica di Zuino si trova nel comune di Gaby ma lo sbarramento sul Lys che l'alimenta è in località Bieltchucken, nel comune di Gressoney-Saint-Jean. Nel comune di Gressoney-Saint-Jean alimenta anche la centrale di Sendren.

## Principali affluenti
In sinistra idrografica:
- torrente Avan-cir,
- torrente Giassit,
- torrente Loo,
- torrente di Mos,
- torrente Niel,
- torrente Pacoulla,
- torrente Tourrison.

In destra idrografica:
- rû de Nantay,
- torrente Stolen,
- torrente Valbounu.

## Galleria d'immagini

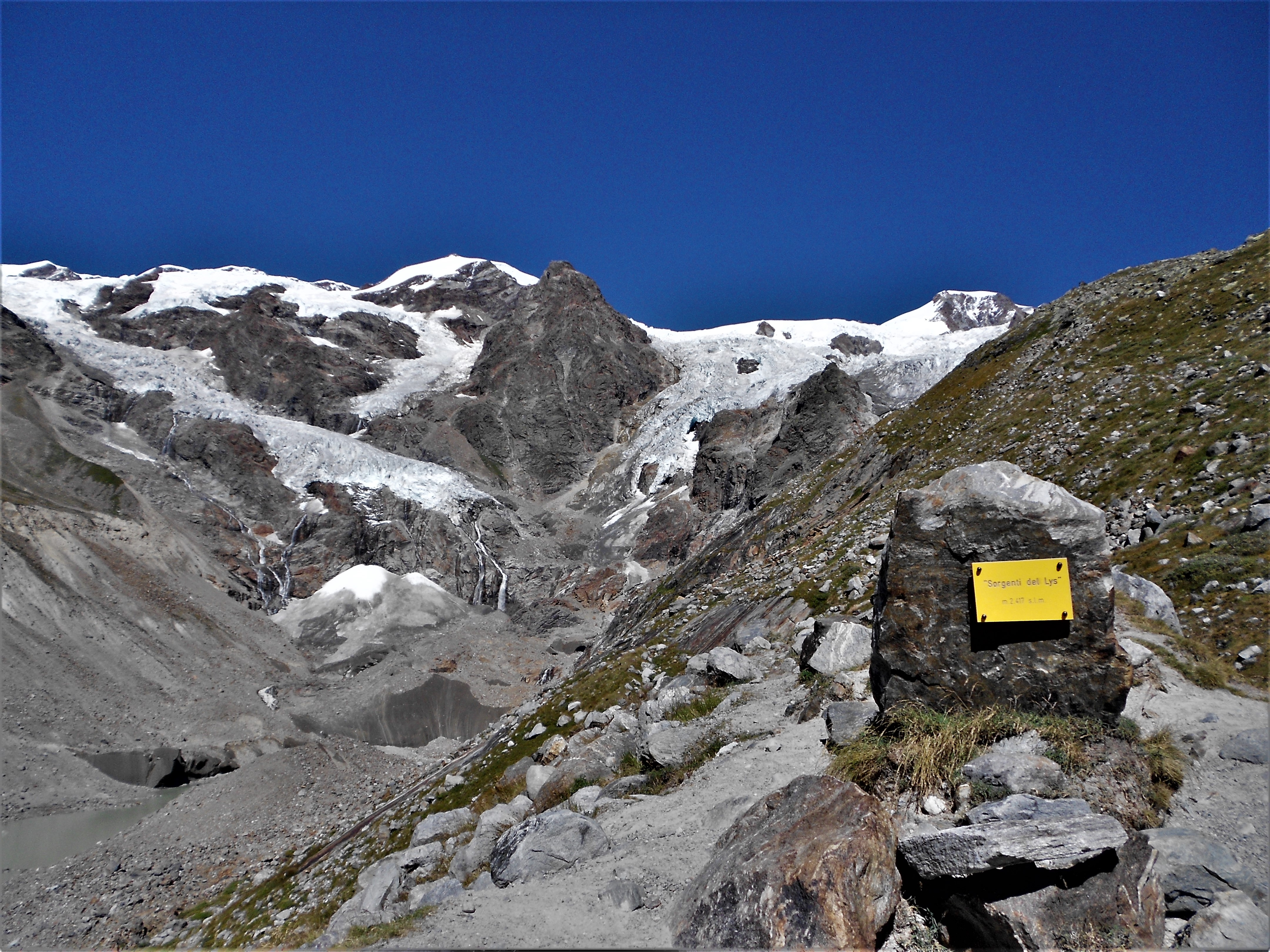
Le sorgenti del Lys
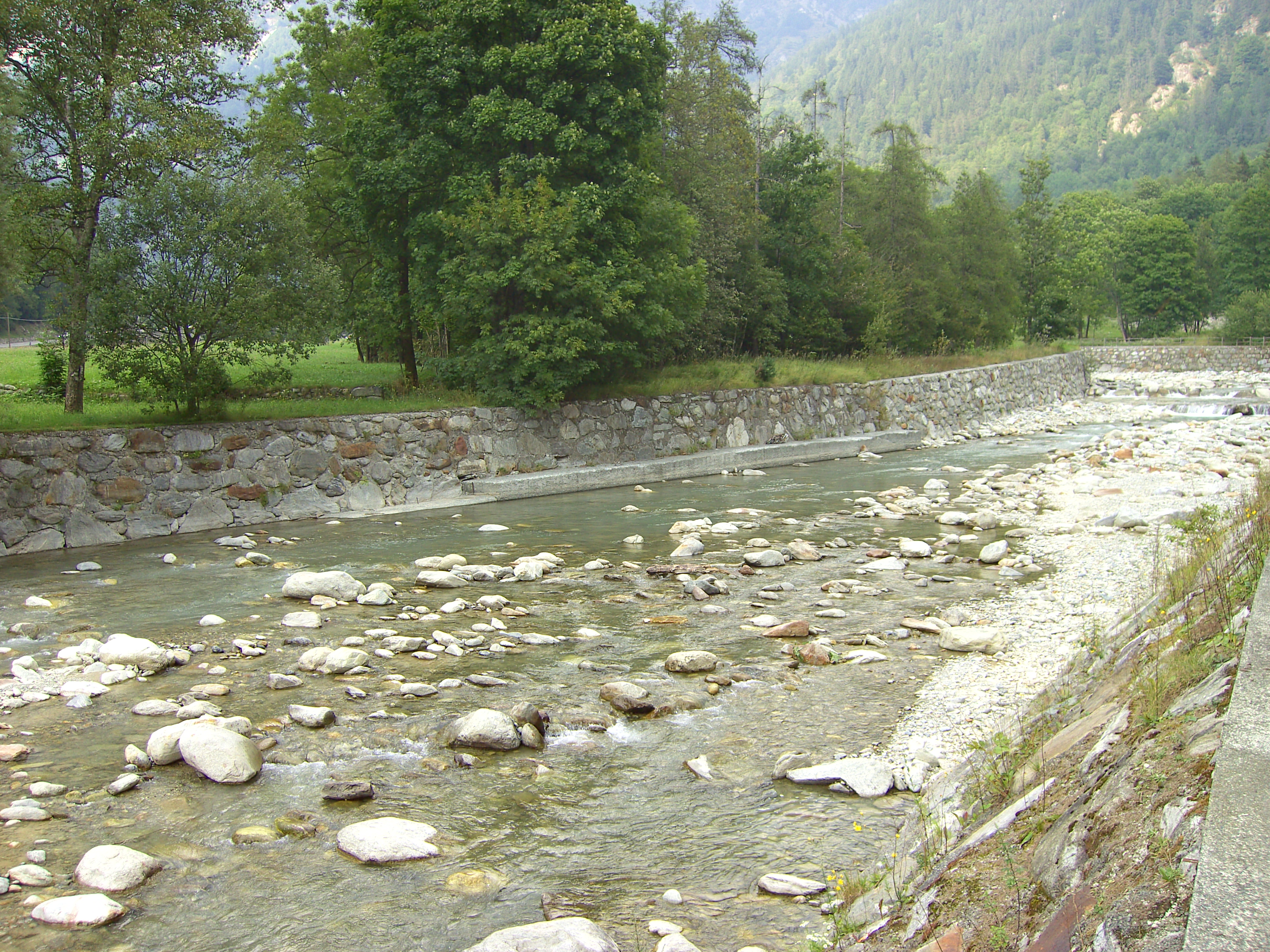
Il torrente nei pressi di Gaby
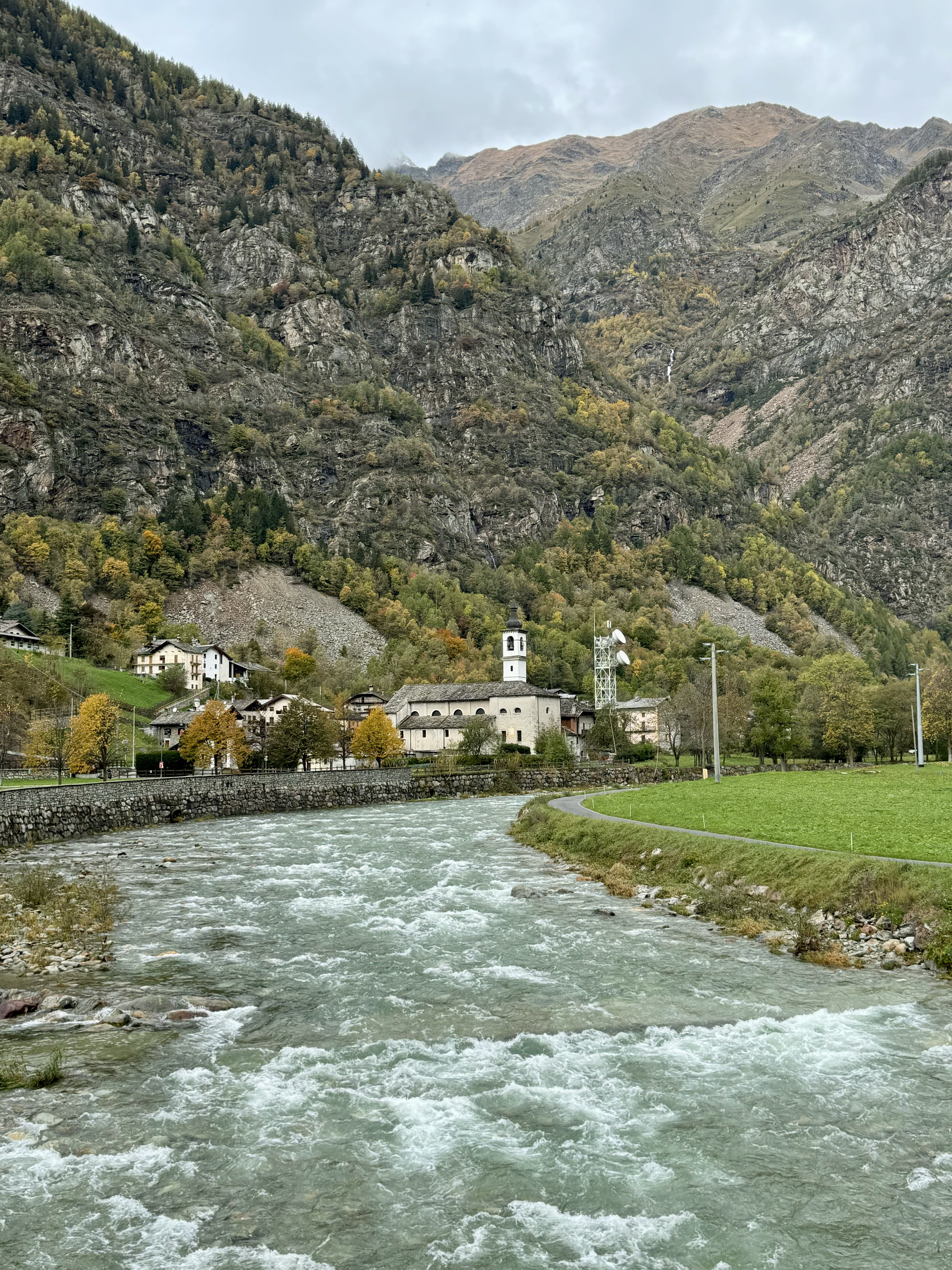
Il torrente a Issime
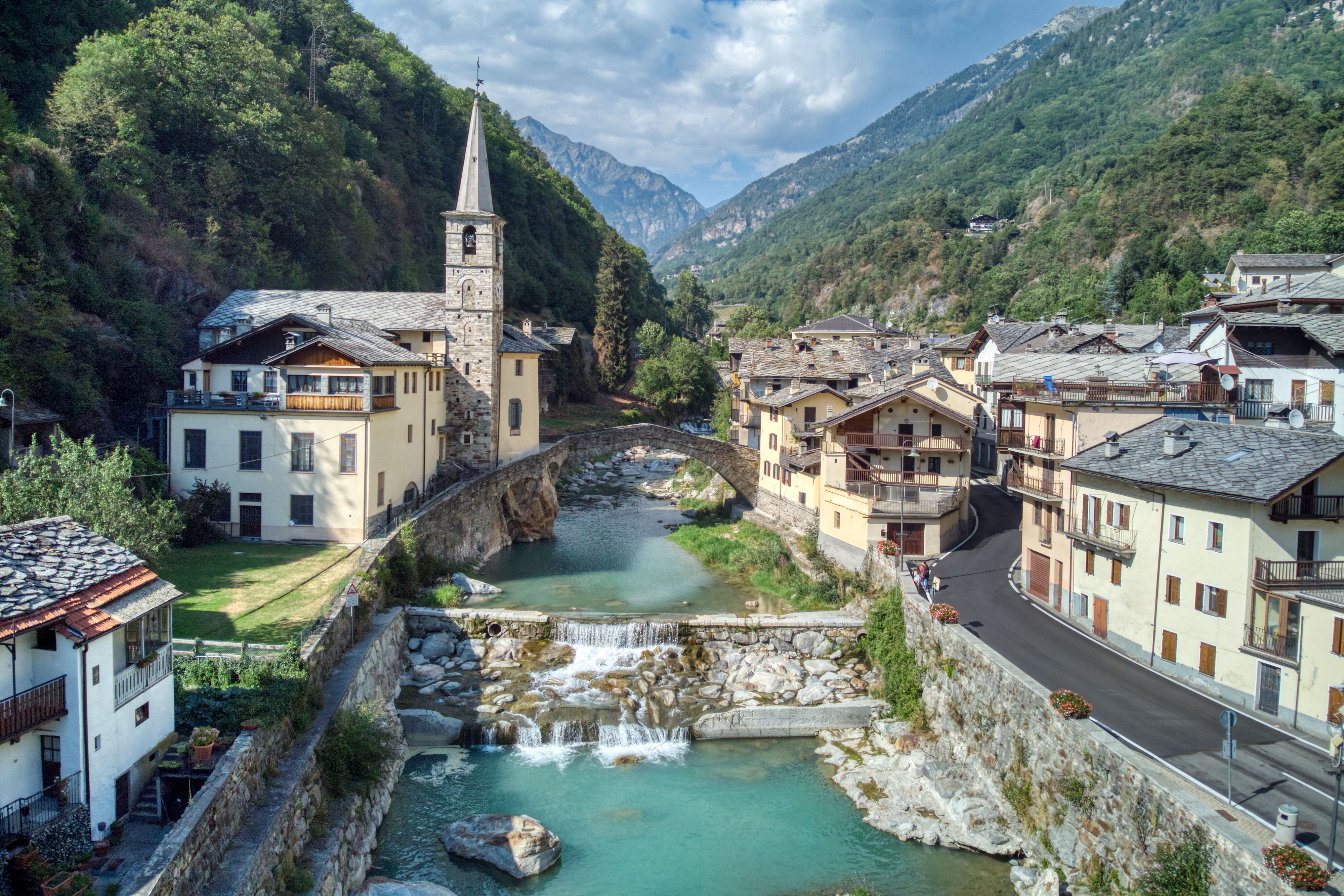
Il torrente a Fontainemore
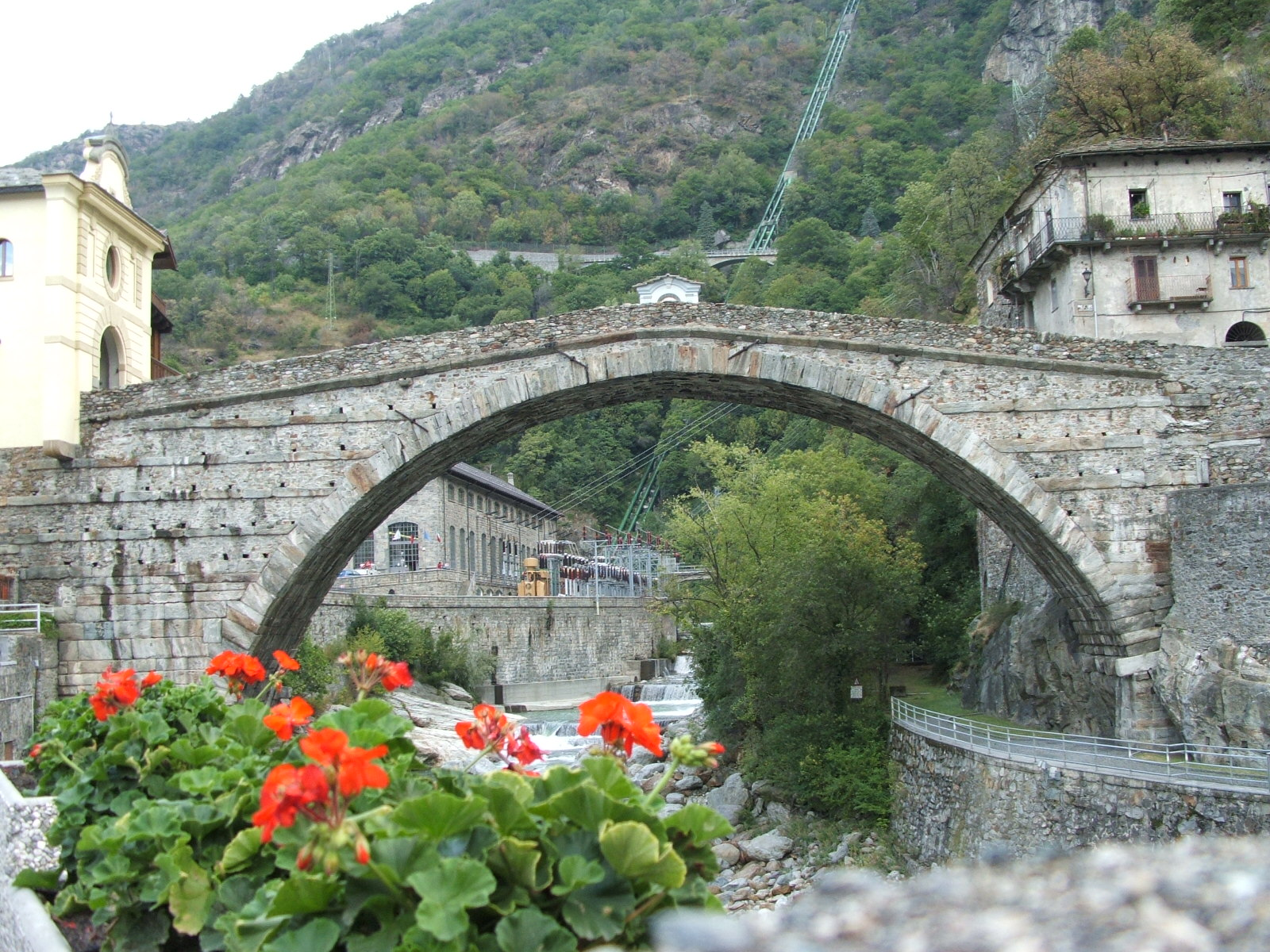
Il ponte romano di Pont-Saint-Martin
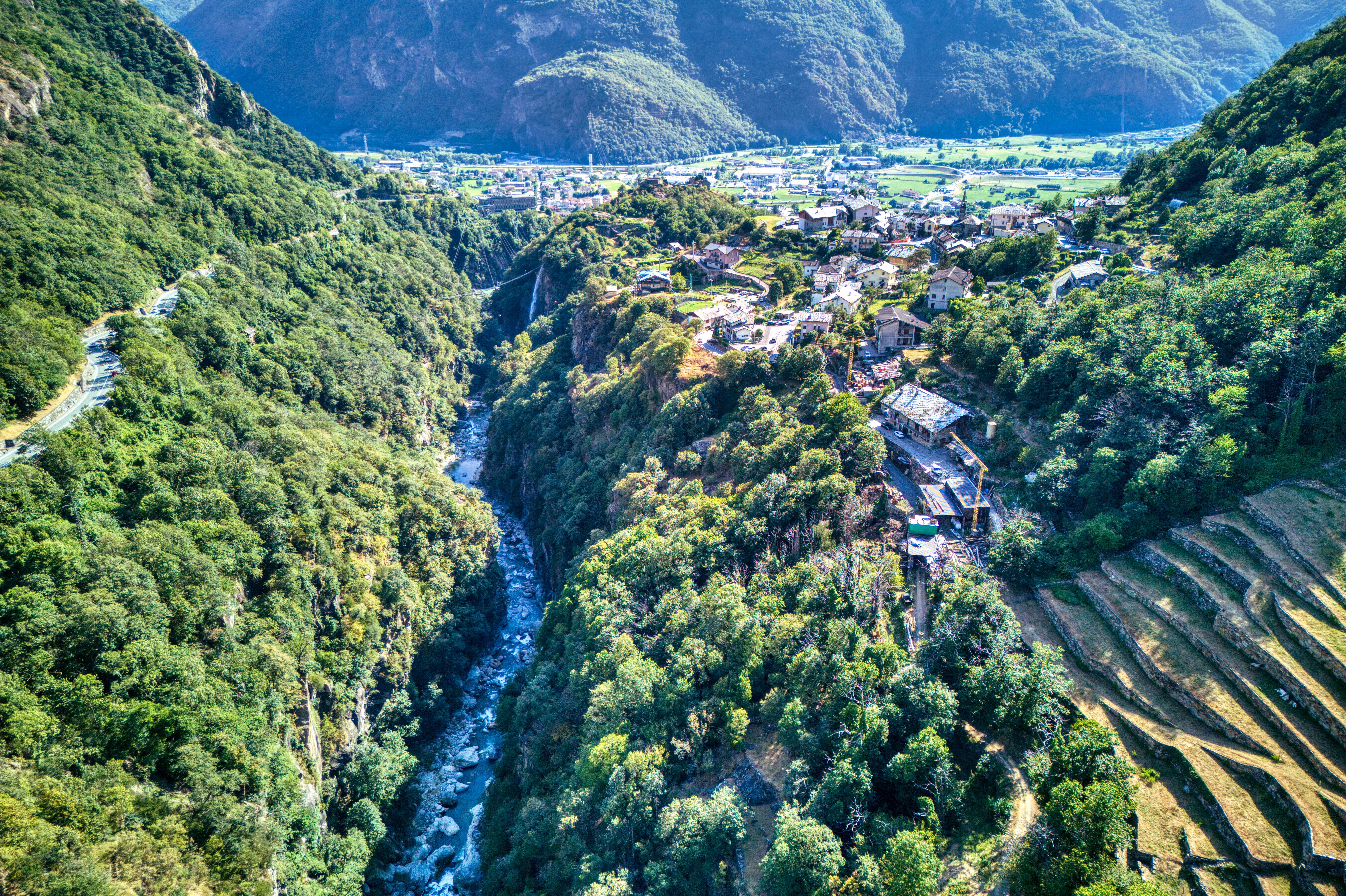
Il torrente nel comune di Perloz.